# Fundación Arias para la Paz y el Progreso Humano
La Fundación Arias para la Paz y el Progreso Humano fue fundada en 1988 principalmente por el Dr. Óscar Arias Sánchez, Premio Nobel de la Paz 1987, gracias al aporte económico del Premio Nobel de la Paz conferido al Dr. Óscar Arias, que fue el capital inicial con el que nació la Fundación Arias para la Paz y el Progreso Humano.
La fundación lucha por promover sociedades más justas, pacíficas y equitativas en América Central, llevando también un mensaje de paz al resto del mundo. Desde su constitución, la Fundación Arias fue una de las principales organizaciones no gubernamentales en preocuparse por la posguerra y la reconstrucción de esta región centroamericana.
Su impulso democratizador contribuyó a la abolición del ejército en Panamá y en Haití. Lucha fuertemente por un mundo sin armas. También la Fundación Arias dialoga con líderes políticos y representantes de los estados para propiciar políticas públicas y cambios sociales que contribuyan al buen gobierno, la democracia, la seguridad humana y la equidad entre hombres y mujeres. Trabaja en la base de la sociedad promoviendo los derechos de las mujeres, su participación política, sus capacidades empresariales; la participación ciudadana y el desarrollo local.
La labor de la Fundación Arias se divide en tres áreas: Paz y Seguridad Humana, Buen Gobierno y Progreso Humano y Altos Estudios e Investigación.

## Paz y Seguridad Humana
Se encarga principalmente de disminuir los conflictos, prevenir la violencia social y estimular la desmilitarización, el desarme y la educación para la paz, por medio de los diferentes programas y subprogramas que tiene.
Proyectos:
- Campaña contra el tráfico legal e ilegal de armas de fuego
- Alianza para la Nueva Humanidad
- Armas, violencia y juventud
- Hacia principios comunes en el marco de la Organización las Naciones Unidas para regular la transferencia de armas pequeñas y livianas.
- Escuela segura, comunidad segura

## Altos Estudios e Investigación
Promueve las Ciencias Sociales por medio de iniciativas de formación, investigación y capacitación, para contribuir al desarrollo de sociedades más justas, equitativas y democráticas.
- Museo de la Paz: Proyecto Educación para la Paz
- Cultura de Paz

## Buen Gobierno y Progreso Humano
Trata de fortalecer la participación y la acción de la sociedad civil, a fin de contribuir, de forma práctica, tangible y eficaz en el diseño y seguimiento e implementación de las políticas públicas, promoviendo el enfoque de equidad de género y el fortalecimiento democrático.
Proyectos:
- Promoviendo la participación de las mujeres centroamericanas en el Corredor del Diálogo.
- Procesos de incidencia política para promover la equidad de género en la gestión ambiental y agropecuaria en Centroamérica.
- Hagamos las cuentas
- Red de Mujeres y Paz
- Índice de Transparencia Presupuestaria
- Proyecto de incidencia política organizada: nuevas formas de empoderamiento de las mujeres rurales.
- Construyendo la paz con participación y equidad

## Cuestionamientos
El 22 de noviembre de 2012, el diario costarricense La Nación publicó varias notas acerca de una investigación que el Ministerio Público de Costa Rica lleva a cabo, para esclarecer el destino de una donación de 2.4 millones de dólares que el Gobierno de la República de China en Taiwán habría hecho en favor del Ministerio de Vivienda de Costa Rica, de los cuales, solamente 1.4 millones habrían ingresado en las arcas del Estado, en el año 2007, cuando aún ambos países mantenían relaciones diplomáticas (estas fueron rotas por Costa Rica en junio de 2007, para iniciarlas con la República Popular de China). El 15 de enero de ese mismo año, 1 millón de dólares habría sido donado por Taiwán a la Fundación Arias, lo que ha motivado a la Fiscalía costarricense a indagar si esta donación corresponde a fondos públicos desviados, que nunca ingresaron a la cartera de Vivienda.